# Lycée français international d'Anvers
Le lycée français international d'Anvers est une école internationale française sise à Anvers, en Belgique. Il propose un enseignement de la petite section de maternelle à la terminale.

## Histoire
Le lycée a été fondé en 1901, comme un lycée francophone belge, sous le nom Institut Rochez. Après la Première Guerre mondiale, il devient une école de filles appelée Collège Marie-José. L’établissement évolue ensuite dans le cadre de la refonte de l’enseignement belge au cours des années 1970.
Alors que les autorités flamandes s’opposent à la création d’écoles bilingues par crainte d'une « francisation » de leur région, ce lycée offre entre 2011 à 2021 deux programmes bilingues, l'un en français-anglais et l'autre en français-néerlandais,, dans le but de pérenniser l'établissement qui perdait des élèves et de diminuer les frais de scolarité.
En 2014, dans le cadre d'une mission parlementaire sur les frais de scolarité des lycées français à l’étranger, la sénatrice Claudine Lepage et le député Philip Cordery pointent leurs tarifs (de 7 630 à 12 450 € en 2018 pour le lycée français international d'Anvers) qui connaissant « depuis quelques années une augmentation tout aussi vertigineuse que régulière et leur montant peut constituer un frein à la scolarisation d'enfants dans nos lycées, les bourses ne parvenant plus à pallier cette situation ».
Des accords de collaboration entre les lycées français de Belgique et des écoles flamandes ont été signés en 2017.
Depuis 2021, le LFIA offre un programme trilingue, tous les enseignements à l’école primaire (maternelle et élémentaire) sont donnés en français (13h), en anglais (10h) et en néerlandais (3h). Cet enseignement permet une immersion en langues française et anglaise, ainsi qu’une initiation au néerlandais.
En 2023, l'école accueille environ 130 élèves issus d'une vingtaine de nationalités. Une partie des étudiants sont issus de familles d'expatriés.